# Tannerskalan
Tannerskalan är en skala för fysisk utveckling hos barn, ungdomar och vuxna. Skalan definierar mått på fysisk utveckling som bygger på externa primära och sekundära egenskaper hos könen. Till exempel storleken på bröst, könsorgan och utveckling av könshår. Skalan definierades av James Tanner, en brittisk barnläkare och därmed bär skalan hans namn.
På grund av naturlig variation, passerar individer genom Tannerskalan olika fort beroende på när man kommer in i puberteten. Under hiv-behandling används Tannerskalan för att bestämma vilka behandlingsmetoder man skall följa, den för vuxna, ungdomar eller barn. Tanner menar att bestämning av en persons kronologiska ålder med hjälp av skalans stadier ger en felaktig bild av den avsedda användningen. Stegen i Tannerskalan stämmer inte överens med kronologisk ålder, utan är snarare mognadsstadier och kan därför inte användas för åldersuppskattning.

## Definition av stadier
Definitionerna grundar sig på litteratur av Lawrence Neinstein, MD.

### Könsbehåring (både man och kvinna)

Illustration av Tannerskalan för pojkar.

Tanner IInget könshår alls. (förpubertal nivå).
Tanner IILiten mängd långa duniga hår och en något pigmenterad bas vid penis och pung (scrotum) hos män eller på de yttre blygdläpparna (labia majora) hos kvinnor.
Tanner IIIHåret blir grövre och krulligt samt sprider ut sig.
Tanner IVVuxenlik hårkvalité, breder ut sig över blygdbenet (pubis) men endast sparsam behåring på låren.
Tanner VHåret har också vandrat ut på låren.

### Manliga könsorganen

Illustration av Tannerskalan för flickor.

Tanner IFörpubertal (testiklarnas volym är mindre än 1,5 ml; penis längd är 3 cm eller mindre).
Tanner IITestiklarnas volym är mellan 1,6 och 6 ml; skinnet på pungen blir tunnare, rodnar och förstoras; penis längd oförändrad.
Tanner IIITestiklarnas volym är mellan 6 och 12 ml; pungen växer ytterligare; penis börjar bli längre.
Tanner IVTestiklarnas volym är mellan 12 och 20 ml; pungen växer ytterligare och mörknar; penis börjar bli längre.
Tanner VTestiklarnas volym är större än 20 ml; fullvuxen pung.

### Bröst (kvinna)
Tanner IIngen körtelvävnad ; Vårtgården (areola mammae) följer konturerna av det omgivande bröstskinnet (förpubertal).
Tanner IIDet börjar bildas bröstkörtlar med liten omgivande area av körtelvävnad, vårtgården börjar sträcka ut sig.
Tanner IIIBrösten börjar bli mer upphöjda och breder ut sig utanför vårtgårdarna, vilka fortsätter att utvidgas men fortsätter att vara i kontur med omgivande bröst.
Tanner IVÖkad bröststorlek och upphöjning; vårtgården och bröstvårtan bildar en naturlig upphöjning från konturen på det omgivande bröstet.
Tanner VBrösten når slutligen vuxen storlek; vårtgården återgår till konturen av det omgivande bröstet, med en centrerad upphöjd bröstvårta.

## Galleri

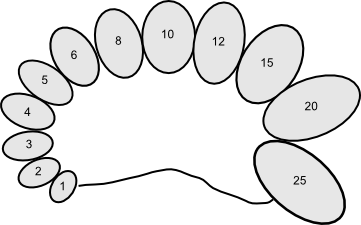
Schematisk bild över en orkidometer för mätande av testikelvolym.